# Iced Earth
 Ovo je glavno značenje pojma Iced Earth. Za istoimeni album ovog sastava pogledajte Iced Earth (album).
Iced Earth  je američki heavy metal sastav koji kombinira thrash, power i heavy metal.

## Povijest sastava
Glavni član grupe Iced Eartha je gitarist i tekstopisac Jon Schaffer, koji je osnovao sastav pod nazivom Purgatory u Indiani. 1984., nakon preseljenja na Floridu promijenjeno je ime sastava u Iced Earth. 
Izdali su svoj demo Enter the Realm koji je bio dovoljno popularan da bi s njim potpisali svoj debitanski ugovor s Century Media Records gdje su i sada. U međuvremenu su imali ugovor sa SPV GmbH Records-om.
Od tada, Iced Earth je promijenio mnogo članova.
Vokalist Matt Barlow se priključio sastavu za Burnt Offerings, baziran na Danteovom paklu. Njegov vokal je bio jako popularan i dosta se zadržao u sastavu, sve do 2003. godine kada ga je zamijenio Tom Owens. No opet se vraća na želju fanova u prosincu 2007. godine, i snimat će drugi dio Something Wicked albuma.
Tim "Ripper" Owens je ubrzo napustio Judas Priest (da bi prepustio mjesto stalnom vokalistu Robu Halfordu), te je 2003. postao novi vokal Iced Eartha, no zbog povratka Barlowa, Tim odlazi u prosincu 2007.g.
Njegov prvi album sa sastavom je The Glorious Burden, koji se bazira na ratnim događajima i vojnim ličnostima koji su oblikovali moderni svijet. Njegove teme sežu od Deklaracije nezavisnosti, 9/11, pa sve do Napoleona Bonapartea. Na njemu su i tri pjesme kojima su tema bitke u Gettysburgu.
Izdali su i dvostruki DVD. Na prvom DVD-u se nalazi Gettysburg (1863) - metal mix. Potom slijedi Gettysburg (1863) - orkestralni mix, pa Gettysburg (1863) stereo mix, Gettysburg Battlefield tour, Spirit of´76, foto galerija i kratki prikaz sadržaja tog DVD-a. 
Na drugom DVD-u nalaze se When the eagle cries i The Reckoning video i intervju s Jonom Shafferom.
Pjesme im se baziraju na povijesnim ratovima, ličnostima, politici, raju, paklu, smrti, sudbini, grijehu, povijesti, čak i Bibliji...
S Blind Guardianom je dogovoren projekt Demons & Wizards sastav, čiji su glavni članovi Hansi Kürsch kao vokal, i Jon Schaffer kao ritam gitara.
Krajem 2006. godine izdali su i DVD Alive in Athens, na kojem se nalazi gotovo čitav koncert iz Atene. Cijeli koncert se može čuti na trostrukom Cd-u Alive in Athens.
U lipnju 2007. godine izašao je single Overture Of The Wicked, što je uvod u nastavak trilogije Something Wicked. Prvi CD trilogije je izašao 1998. pod nazivom Something Wicked This Way Comes, drugi 10. rujna 2007. i to pod nazivom Framing Armageddon, a treći je izašao krajem 2008. godine, pod nazivom The Crucible of Man. Sva tri albuma prolaze kroz povijest od prije 10 000 godina do danas, i u centru pozornosti je zamišljeni lik Set Abominae kojeg je kreirao Jon Schaffer. No prije The Crucible of Man albuma, u lipnju 2008. izašao single I Walk Among You, na kojem su 4 pjesme: nova I Walk Alone, i obrade s Matt-om s albuma Framing Armageddon; Setian Massacre, The Clouding, A Charge to Keep (exclusive iTunes track).
3. ožujka 2011. godine pjevač Matt Barlow je službeno objavio da prekida svoju karijeru nakon ljetnih festivala zbog obiteljskih obveza, a 16. ožujka 2011. objavljeno je da će na njegovo mjesto doći vokal kanadske grupe Into Eternity, Stu Block, koji je imao premijeru na albumu Dystopia (izašao 17. listopada 2011. godine) i na najvećoj turneji u povijesti grupe (od 30. listopada) koju je popratio DVD Alive in Ancient Kourion koncerta snimanog u Cipru u amfiteatru starom gotovo 6000 godina.[nedostaje izvor]

## Sadašnji članovi
- Jon Schaffer - ritam i glavna gitara, prateći vokal (1984. - )
- Stu Block - vokal (2011. - )
- Luke Appleton - bas-gitara (2012. - )
- Brent Smedley (1996. – 1999.), (2006. – 2013.), (2015. -)
- Jake Dreyer - glavna gitara (2016. - )

## Bivši članovi
- Vokali:
  - Gene Adam (1985. – 1991.)
  - John Greely (1991. – 1992.)
  - Tim "Ripper" Owens (2003. – 2007.)
  - Matthew Barlow (1994. – 2003.), (2007. – 2011.)
- Glavna gitara:
  - Bill Owens (1985. – 1987.)
  - Randy Shawver (1988. – 1998.)
  - Larry Tarnovski (1998. – 2003.)
  - Ralph Santolla (2003. – 2004.)
  - Ernie Carletti (2006. – 2006.)
  - Tim Mills (2006. – 2007.)
  - Troy Seele (2007. – 2016.)
- Bas gitara:
  - Richard Bateman (1985. – 1986.)
  - Dave Abell (1987. – 1996.)
  - Keith Menser (1996.)
  - Steve DiGiorgio (2000. – 2001.) samo u studiju
  - James MacDonough (1996. – 2004.)
  - James 'Bo' Wallace (2006. – 2007.)
  - Dennis Hayes (2007.)
  - Freddie Vidales (2008. – 2012.)
- Bubnjevi:
  - Greg Symour (1984. – 1989.)
  - Mike McGill (1989. – 1991.)
  - Rick Secchiari (1991. – 1992.)
  - Rodney Beasley (1992. – 1995.)
  - Mark Prator (1995. – 1998.) samo u studiju
  - Richard Christy (2000. – 2004.)
  - Bobby Jarzombek (2004. – 2006.)
  - Raphael Saini (2013.)
  - Jon Dette (2013. - 2014.)

## Diskografija
Studijski albumi
- Iced Earth (1990.)
- Night of the Stormrider (1991.)
- Burnt Offerings (1995.)
- The Dark Saga (1996.)
- Something Wicked This Way Comes (1998.)
- Horror Show (2001.)
- The Glorious Burden (2004.)
- Framing Armageddon (2007.)
- The Crucible of Man (2008.)
- Dystopia (2011.)
- Plagues of Babylon (2014.)
- Incorruptible (2017.)
- A Narrative Soundscape (2022.)

EP-ovi
- Enter the Realm (1989.)
- The Melancholy E.P. (1999.)
- 5 Songs (2011.)
- The Plagues EP (2013.)

Koncertni albumi
- Alive in Athens (1999.)
- Festivals of the Wicked (2011.)
- Live in Ancient Kourion (2014.)

## Vanjske poveznice
- Iced Earth - službene stranice
- Službena Facebook stranica
- Službena MySpace stranica